# 로마-파르티아 전쟁
로마-파르티아 전쟁(기원전 66년 - 217년)은 파르티아 제국과 고대 로마 사이에 벌어진 여러 차례의 전쟁을 통틀어 가리킨다. 또한 719년에 걸쳐 벌어진 로마-페르시아 전쟁의 전반부에 해당한다.
초기 로마 공화국은 카레 전투를 비롯 여러차례 파르티아를 급습했으나 패퇴하였다. 1세기에 벌어진 마르쿠스 안토니우스와 옥타비아누스의 내전에서는 파르티아가 브루투스와 카시우스 측을 적극적으로 지원하여 로마의 시리아 속주를 침공, 레반트 지역의 일부 영토를 획득하였다. 그러나 내전이 종료되고 제정이 확립된 후 로마 제국은 차차 서아시아에서 힘을 회복하였다.
113년 로마 황제 트라야누스는 동방 정복과 파르티아 원정을 전략적 목표로 삼아, 파르티아의 수도 크테시폰을 점령하고 속국 정부를 세웠다. 후임 황제 하드리아누스는 트라야누스의 정책에 역행하여 다시 로마 영토의 경계선을 유프라테스강으로 후퇴시켰다. 그러나 161년 볼로가세스 1세가 로마의 지배하에 있던 아르메니아를 침공하면서 다시 전쟁에 불이 붙었다. 마르쿠스 스타티우스 프리스쿠스 장군이 이끄는 로마군은 아르메니아를 재침공하여 속국 정부를 세웠다. 그리고 여세를 이끌어 파르티아를 침공, 165년에는 크테시폰을 점령하고 파괴하였다.
196년 로마의 셉티미우스 세베루스 황제는 또다시 메소포타미아를 침공하여 셀레우키아와 바빌로니아를 점령하고, 197년에는 크테시폰을 다시 파괴하였다. 그러나 파르티아는 로마인의 손이 아닌 사산 왕조의 아르다시르 1세에게 정복되었다. 페르시아와 로마 사이의 전쟁은 사산 왕조 시대에도 계속되었다.

## 파르티아의 서방 영토 확장
셀레우코스 제국과의 전쟁에서 승리하여 셀레우코스 영토의 상당부분을 획득한 파르티아는 서방 영토로 눈을 돌리게 되었다. 미트리다테스 1세는 서쪽으로의 정복 사업을 시작하여 파르티아의 지배력을 아르메니아와 메소포타미아 지역까지 확대하였다. 이 무렵부터 국제적인 강국으로 떠오른 파르티아는 처음으로 로마 공화국과 접촉하게 되었다. 후임 미트리다테스 2세는 기원전 105년 경 술라와 접촉하여 로마와 동맹을 맺을 것을 제안하기도 하였으나 거절당했다.
기원전 90년 이후 왕권 다툼으로 파르티아의 세가 약해졌으나, 같은 시기 로마의 아나톨리아 지역 지배권도 흔들리기 시작했다. 로마와 파르티아 사이의 접촉은 기원전 69년 루쿨루스가 아르메니아 남부를 침공하여 티그라네스 대제를 물리쳤을 때 재개되었으나, 공식적인 조약은 체결되지 않았다.

## 로마 공화국 대 파르티아
동방 전쟁의 책임자가 된 폼페이우스는 기원전 66년 경 프라아테스 3세와 재협상을 시도하여 동맹을 맺고 아르메니아에 침공하기로 합의했다. 그러나 유프라테스 지방에서 로마와 파르티아 사이의 국경을 정하는 문제로 불화가 발생했다. 폼페이우스는 프라아테스에게 "왕 중의 왕"이라는 칭호를 공인하는 것을 거부하고, 대신 티그라네스와 파르티아 사이의 골두엔 지역 영토분쟁에 로마가 중재를 서주겠다고 제안했다. 결국에는, 프라아테스는 로마의 속국이 된 오스로에네 서부를 제외한 메소포타미아 영토에 대한 소유권을 주장하였다.
기원전 53년 크라수스는 로마 군단을 이끌고 메소포타미아를 침공하였으나, 카레 전투에서 장군 수레나스가 이끄는 파르티아군에게 궤멸적 패배를 입었다. 칸나에 전투 이후 로마군 최대의 패배로 기록된 이 전투에서 지휘관 크라수스와 그의 아들 푸블리우스가 사망하였고, 42,000명의 군단병 가운데 절반이 전사하고 1/4이 포로로 붙잡혔으며, 나머지 1/4 만이 시리아 속주로 귀환하였다. 이듬해 파르티아는 시리아를 약탈하였고, 기원전 51년에는 황태자 파코루스와 오사케스 장군이 본격적인 침공을 개시했으나, 카시우스에 의해 패퇴했다.
카이사르의 내전 시기에 파르티아는 로마에 대한 군사행동을 자제하였으나, 폼페이우스와의 우호관계는 유지되었다. 폼페이우스가 카이사르에게 패하여 사망한 후에는 아파메아 계곡에서 농성중이던 폼페이우스의 부하장군 카이킬리우스 바수스를 구원하기 위해 파코루스가 군사를 끌고 달려왔다. 내전이 끝난 후 카이사르는 파르티아에 대한 전쟁계획을 세웠으나 암살로 실행에 옮기지 못했다. 그 후 이어진 마르쿠스 안토니우스와 브루투스 사이의 내전에서 파르티아는 브루투스와 카시우스를 적극적으로 지원하여 기원전 42년 벌어진 필리피 전투에도 지원병을 보냈다.

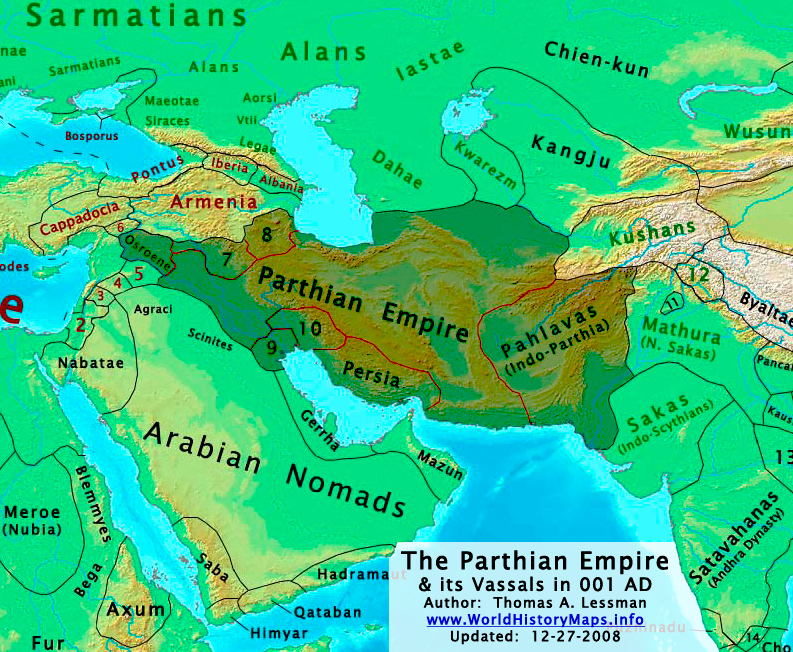
서기 1년 당시 파르티아와 속국 및 그 주변국들

필리피 전투의 패전 2년 후인 기원전 40년 파코루스는 브루투스와 카시우스의 후원자였던 퀸투스 라비에누스와 연합하여 로마 영토를 침공하였다. 시리아 속주의 로마 군단을 빠른 속도로 격파한 연합군은 티레를 제외한 시리아의 모든 해안 도시를 점령하였다. 시리아를 넘어 하스모네아 왕가가 다스리고 있던 유대 속주를 점령한 파코루스는 로마 속국 정부의 왕 히르카누스 2세를 폐위하고 히르카누스의 조카 안티고누스(재위: 기원전 40년-기원전 37년)를 왕좌에 앉혔다. 이때 로마의 동쪽 영토 전체가 파르티아의 손에 넘어가는 듯 보였다.
한편 안토니우스는 아나톨리아를 침공한 라비에누스를 상대하기 위해 벤티디우스를 파견했다. 라비에누스는 곧 벤티디우스가 이끄는 로마군에 의해 시리아로 후퇴했고, 동맹군 파르티아가 구원병을 보냈으나 패배하여 로마군에게 사형당했다. 파르티아 또한 로마군에게 패배를 맛보고 시리아에서 후퇴하였다. 파코루스는 기원전 38년 반격을 시도하였으나 벤티디우스에 패하여 전사하였다. 로마는 이듬해 에돔 왕가 헤로데 1세의 도움으로 유대 속주에서 안티고누스를 몰아내고 지배권을 회복하였다.
시리아와 유대를 회복한 안토니우스는 대군을 이끌고 아제르바이잔을 침공하였으나, 파르티아에 의해 공성병기가 파괴되고 아르메니아의 동맹군 또한 달아났다. 교착상태에 빠진 로마군은 큰 피해를 입고 후퇴하였다. 기원전 33년 안토니우스는 다시 아르메니아로 돌아와 옥타비아누스와 파르티아에 대항하기 위해 메디아와 동맹을 시도하였으나, 로마 국내의 정치적 사정으로 후퇴하였고, 아르메니아는 파르티아의 손에 넘어가게 되었다.

## 로마 제국 대 파르티아

### 불확실한 전쟁
양국 간의 불화가 고조됨에 따라 가이우스 카이사르와 프라아테스 5세는 서기 1년 양국 간에 대략적인 합의에 도달하였다. 합의 내용은 파르티아가 아르메니아로부터 군사를 물리고 아르메니아가 사실상 로마의 보호령임을 인정하는 것이었다. 그러나 그 후로도 수십년간 아르메니아에서 양국의 불화는 사그라들지 않았다.
36년 아르메니아의 왕좌가 공석이 되자 파르티아 왕 아르타바누스 2세가 아들 아르사케스를 왕위에 앉히려 시도함으로써 로마와의 전쟁이 촉발되었다. 그러나 아르타바누스는 로마 장군 루키우스 비텔리우스와의 협상 끝에 아르메니아를 파르티아의 세력권에 끌어들이는 것을 포기하였다. 58년에 또다른 위기가 발생하였는데, 볼로가세스 1세가 동생 티리다테스를 강제로 아르메니아 왕좌에 앉히자 로마군이 아르메니아를 침공한 것이다. 코르불로가 이끄는 로마군은 티리다테스 왕실을 전복시키고 카파도키아 왕자를 왕위에 앉혔고, 아르메니아의 반격으로 양군 사이에 여러 차례의 공방이 오갔다. 양국의 전쟁은 63년 티리다테스의 왕위 등극을 로마 황제에게 승인받는 것에 로마가 동의함으로써 종료되었다.

### 트라야누스의 파르티아 원정
서기 2세기 로마의 우세 속에 두 나라 사이에 새로운 갈등이 시작되었다. 113년 로마 황제 트라야누스는 파르티아에게 영구적이고 확실한 패배를 안기고 아르메니아를 속주로 병합하여 "동방 문제"를 해결하기로 마음먹었다. 트라야누스의 원정으로 로마 제국의 대 파르티아 전략은 크게 변화했다.
114년 트라야누스는 아르메니아를 침공하여 파르티아 왕 오스로에스 1세가 왕으로 세운 그의 동생을 살해하고 아르메니아를 로마의 속주로 병합하였다. 파르티아가 남쪽으로부터 침공하여 아르메니아 본토와의 길목을 차단할 것을 우려한 트라야누스는 이듬해에는 메소포타미아 북부를 점령하고 마찬가지로 속주로 삼았다. 로마군은 뒤이어 파르티아의 수도 크테시폰을 점령하고 강을 따라 페르시아만까지 남하했다. 그러나 같은 해 팔레스타인, 시리아, 메소포타미아 북부, 그리고 유태인들의 반란이 동시에 일어나 로마군의 발목을 붙잡았다. 셀레우키아와 니시비스, 에데사에 주둔한 로마군이 주민들에게 공격받는 때를 놓치지 않고 파르티아는 로마의 주둔지를 공격하였다. 트라야누스는 메소포타미아의 반란을 제압하였으나 파르티아 출신인 파르타마스파테스를 왕좌에 앉히고 시리아로 진군하여 안티오크에 본부를 세웠다. 트라야누스는 군사를 재조직하여 파르티아로 돌아가지 못하고 117년에 사망했다.

### 하드리아누스의 정책과 합병 전쟁
후임 황제인 하드리아누스는 파르티아 정복이 제국의 잠재적 골칫거리가 될 것으로 짐작하고 즉위 직후 전임자의 정책을 되돌렸다. 그는 국경을 다시 유프라테스강으로 돌리는 것이 로마의 국익을 위하는 길이라고 생각하여 스스로 아르메니아, 메소포타미아, 아디아베네를 원래 지배자에게 돌려주고 국경을 전쟁 이전 상태로 되돌렸다. 로마는 이후 최소 반세기 동안 유프라테스 동쪽에 적극적으로 개입하지 않았다.
161년 볼로가세스 1세가 아르메니아에 주둔한 로마군을 공격하여 에데사를 점령하고 시리아를 약탈하였다. 163년 로마 장군 스타티우스 프리스쿠스는 아르메니아에서 파르티아군을 몰아내고 로마에게 호의적인 속국 정부를 세웠다. 이듬해 아비디우스 카시우스는 메소포타미아를 침공하여 두라-에우로포스와 셀레우키아에서 파르티아를 패퇴시키고 크테시폰을 파괴했다. 그러나 당시 파르티아를 휩쓸었던 역병(천연두로 추정됨)이 로마군에 번져 로마군은 후퇴해야 했다.
195년 로마 황제 셉티미우스 세베루스는 또다시 메소포타미아를 침공하여 셀레우키아와 바빌로니아를 점령하고, 197년에는 또다시 크테시폰을 파괴했다. 이 전쟁으로 로마는 니시비스와 싱가라 주변에 이르는 메소포타미아 북부의 영토를 획득했다. 황제 카라칼라는 마지막으로 대 파르티아 전쟁을 일으켜 216년 아르벨라를 파괴하였다. 그러나 카라칼라가 암살된 후 후임이 된 마크리누스는 니시비스 근처에서 파르티아에 패하여 카라칼라가 입힌 피해에 대해 배상하는 조건으로 평화조약을 맺었다.

### 사산 왕조의 등장
226년 아르다시르 1세가 크테시폰을 점령하면서 파르티아는 멸망하였다. 사산 왕조는 파르티아 왕조보다 중앙집권화된 정치구조를 갖고 있었다. 이전까지는 로마가 공세적인 입장이었으나, 사산 왕조는 아케메네스 왕조의 옛 영토를 되찾고 싶어했다. 애국주의로 무장한 사산 왕조는 파르티아보다 훨씬 로마를 어렵게 만들었다.

## 같이 보기
- 디오 카시우스

## 참고 자료
1차 사료
- 디오 카시우스, 《로마사》 제 80권. Earnest Cary 역.
- 플루타르코스 열전, 술라. John Dryden 역.

2차 사료
- Beate, Dignas; Winter, Engelbert (2007). 《Rome and Persia in Late Antiquity. Neighbours and Rivals》. Cambridge University Press. ISBN 9-783-515-09052-0.
- Bivar, H.D.H (1968). 〈The Political History of Iran under the Arsacids〉.   William Bayne Fisher, Ilya Gershevitch, Ehsan Yarshater, R. N. Frye, J. A. Boyle, Peter Jackson, Laurence Lockhart, Peter Avery, Gavin Hambly, Charles Melville. 《The Cambridge History of Iran》. Cambridge University Press. ISBN 0-521-20092-X.
- Campbell, Brian (2005). 〈The Severan Dynasty〉.   Iorwerth Eiddon, Stephen Edwards. 《The Cambridge Ancient History (XII, The Crisis of Empire)》. Cambridge University Press. ISBN 0-521-30199-8.
- Lightfoot, C.S. (1990). “Trajan's Parthian War and the Fourth-Century Perspective”. 《The Journal of Roman Studies》 (Society for the Promotion of Roman Studies) 80: 115–116. doi:10.2307/300283. JSTOR 300283.
- Mackay, Christopher S. (2004). 〈Caesar and the End of Republican Government〉. 《Ancient Rome: A Military and Political History》. Cambridge University Press. ISBN 0-521-80918-5.
- Rawlinson, George (2007) [1893]. 《Parthia》. Cosimo, Inc. ISBN 1-602-06136-X.
- Sherwin-White, A.N. (1994). 〈Lucullus, Pompey and the East〉.   John Anthony Crook, Elizabeth Rawson. 《The Cambridge Ancient History (IX, The Last Age of the Roman Republic)》. Cambridge University Press. ISBN 0-521-25603-8.
- Sicker, Martin (2000). 〈The Struggle over the Euphrates Frontier〉. 《The Pre-Islamic Middle East》. Greenwood Publishing Group. ISBN 0-275-96890-1.